# Handelsschuld
Handelsschulden is een boekhoudkundige rekening met alle schulden met betrekking tot aankopen die nog niet betaald werden. Boekhoudkundig worden handelsvorderingen als kortetermijn-passiva beschouwd (in het Belgische MAR onder rekeningnummer 44). Naast handelsschulden bestaat ook de rekening handelsvorderingen, die betrekking heeft op eigen verkopen waarvan de betaling nog niet geïnd werd.